# Лазаревская (приток Воломы)
Лазаревская или Чура-Лазаревская — река в России, протекает по территории Медвежьегорского района Карелии. Берёт своё начало из Маслозера (в которое впадает река Гардюс) и далее протекает Чурозеро (в которое втекает река Чурьюги) и Лазаревское озеро. Устье реки находится в 2 км к северо-востоку от нежилой деревни Лазарево, на 45 км по правому берегу реки Воломы.
Высота истока — 124,1 м над уровнем моря.
Длина реки — 8 км, площадь водосборного бассейна — 331 км².

## Данные водного реестра
По данным государственного водного реестра России относится к Баренцево-Беломорскому бассейновому округу, водохозяйственный участок реки — Сегежа до Сегозерского гидроузла, включая озеро Сег-озеро. Речной бассейн реки — бассейны рек Кольского полуострова и Карелии, впадает в Белое море.